# 1990–1991-es négysánc-verseny
A 1990–1991-es négysánc-verseny, az 1990–1991-es síugró-világkupa részeként került megrendezésre, melyet hagyományosan Oberstdorfban, Garmisch-Partenkirchenben (Németország), valamint Innsbruckban és Bischofshofenben (Ausztria) tartottak 1990. december 30. és 1991. január 6. között.
A torna győztese a német Jens Weißflog lett, megelőzve az osztrák Andreas Feldert és a német Dieter Thomát.

## Eredmények
| Dátum              | Helyszín               | Sánc                             | Győztes                      | Második        | Harmadik          |
| ------------------ | ---------------------- | -------------------------------- | ---------------------------- | -------------- | ----------------- |
| 1990. december 30. | Oberstdorf             | Schattenbergschanze K-115        | Jens Weißflog                | Andreas Felder | Heinz Kuttin      |
| 1991. január 1.    | Garmisch-Partenkirchen | Große Olympiaschanze K-107       | Jens Weißflog Andreas Felder |                | Stefan Horngacher |
| 1991. január 4.    | Innsbruck              | Bergiselschanze K-109            | Ari-Pekka Nikkola            | Jens Weißflog  | Dieter Thoma      |
| 1991. január 6.    | Bischofshofen          | Paul-Ausserleitner-Schanze K-111 | Andreas Felder               | Ernst Vettori  | Ari-Pekka Nikkola |

## Végeredmény
Összetett végeredmény
| Helyezés | Név               | Pontok |
| -------- | ----------------- | ------ |
| 1        | Jens Weißflog     | 819.7  |
| 2        | Andreas Felder    | 805.6  |
| 3        | Dieter Thoma      | 779.6  |
| 4        | Ernst Vettori     | 774.8  |
| 5        | Stefan Horngacher | 773.1  |
| 6        | Ari-Pekka Nikkola | 772.7  |
| 7        | Mikael Martinsson | 751.9  |
| 8        | Sylvain Freiholz  | 729.5  |
| 9        | Vesa Hakala       | 696.8  |
| 10       | Risto Laakkonen   | 676.7  |